# دافيد ميندييتا
دافيد ميندييتا (بالإسبانية: David Mendieta) (22 أغسطس 1986 بايباكارايي في باراغواي - ) هو مدرب كرة قدم ولاعب كرة قدم باراغواياني في مركز الدفاع.

## مسيرته المهنية
شارك مع منتخب باراغواي لكرة القدم. أما مع النوادي، فقد لعب مع أتلانتي إف سي وسيرو بورتينيو وفيتوريا دي غيماريش ونادي تشياباس ونادي غوندومار ونادي 12 أكتوبر لكرة القدم وClub Sportivo San Lorenzo ‏ ونادي غواراني (نادي كرة قدم) ونادي سول دي أميريكا.

## روابط خارجية
- دافيد ميندييتا على موقع ناشيونال فوتبول تيمز (الإنجليزية)
- دافيد ميندييتا على موقع Soccerway.com (الإنجليزية)
- دافيد ميندييتا على موقع AS.com (الإسبانية)